# 부제조
부제조(한자: 副提調)는 일반적으로 중앙 관청과 특히 기술 및 기타 업무를 전담하는 통제 기관을 겸임하는 경향이 있는 공무원을 지칭하는 용어이다.

## 역사
제조의 사상은 고려말에 도래한 송나라, 원나라에서 처음으로 사용되었다. 송나라와 원나라는 정상정무로 자리를 잡았으나 고려는 자리가 불안정하거나 불규칙한 경우가 많다. 따라서 부제조는 명예직이나 비정규직을 뜻할 수도 있다.
조선후기에는 도제조와 부제조를 병행하면서 제조관의 수가 크게 늘어났다. 경국대전이 쓰이기 이전에는 도제조, 제제조, 부제조가 있었는데, 각각은 특정 정부 계층을 소유했다.
경국대전에 따르면 공무원의 수를 알 수 있다. 사옹원은 다섯, 내의원, 상의원, 전옥서 각 하나이며, 승문원은 정확한 수를 지정하지 않았다.

## 같이 보기
- 조선
- 조선의 정치